# Zimtbauchamazilie
Die Zimtbauchamazilie (Amazilia rutila, Syn.: Ornismya cinnamomea), manchmal auch Rostamazilie oder Rost-Amazilie genannt, ist eine Vogelart aus der Familie der Kolibris (Trochilidae). Die Art hat ein großes Verbreitungsgebiet in den mittelamerikanischen Ländern Belize, Costa Rica, Guatemala, Honduras, El Salvador und Nicaragua und den nordamerikanischen Ländern Mexiko und USA. Der Bestand wird von der IUCN als „nicht gefährdet“ (least concern) eingeschätzt.

## Merkmale
Die Zimtbauchamazilie erreicht eine Körperlänge von etwa 10 bis 11,5 Zentimetern. Der korallenrote Schnabel wird zwischen 19 und 24 Millimetern lang. Der Schwanz ist rotbraun und erreicht eine Länge zwischen 31 und 37 Millimetern. Der relativ große Kolibri zeichnet sich insbesondere durch seine zimtfarbene Unterseite aus. Die Krone, das Genick und die Oberseite sind hellgrün, eine Farbe, die im hinteren Teil bis zum Bürzel ins Grünlich-Bronzefarbene übergeht.
Männchen und Weibchen sind sich im Federkleid und Verhalten sehr ähnlich. Kleinere farbliche Unterschiede gibt es hinsichtlich des Schnabels.

## Verhalten
Die Zimtbauchamazilie ist relativ aggressiv, was die Verteidigung ihres Reviers und der damit verbundenen Nektarquellen gegenüber anderen Kolibris oder Insekten angeht. Die Brutzeit liegt zwischen November und Februar bzw. im Juni und Juli. Im Westen Mexikos brüten Zimtbauchamazilien auch im September. Die kelchförmigen, gut getarnten Nester werden aus dünnen Pflanzenfasern, Federn und Tierhaaren gebaut.

## Habitat
Man findet die Zimtbauchamazilie in Wäldern des Tieflands und mittlerer Höhenlagen. Der Vogel bevorzugt buschigen Untergrund in Kiefernwäldern, aber auch im Küstengebiet. Da sich die Art gut an menschliche Kulturlandschaften angepasst hat, kann sie auch in Gärten, Parks und Plantagen beobachtet werden.

## Unterarten

Verbreitungsgebiet der Zimtbauchamazilie

Bisher sind folgende vier Unterarten bekannt:
- Amazilia rutila corallirostris (Bourcier & Mulsant, 1846)[4]
- Amazilia rutila diluta van Rossem, 1938[5]
- Amazilia rutila graysoni Lawrence, 1867[6]
- Amazilia rutila rutila (Delattre, 1843)[7]

Die Unterart A. r. diluta findet man im Nordwesten Mexikos in den Bundesstaaten Sinaloa und Nayarit. Die Subspezies A. r. graysoni ist auf den Marias-Inseln zu finden. Im Westen und Südwesten Mexikos, in den Bundesstaaten Jalisco und Oaxaca, trifft man auf die Nominatform A. r. rutila. Die Unterart A. r. corallirostris kommt vom Süden und Südosten Mexikos, in den Bundesstaaten Chiapas und Yucatán, bis nach Costa Rica vor.

## Etymologie und Forschungsgeschichte
Adolphe Delattre beschrieb die Zimtbauchamazilie unter dem Namen Ornismya rutila. Das Typusexemplar wurde von Pierre Adolphe Lesson (1805–1888), dem Bruder von René Primevère Lesson, in Acapulco gesammelt. Später wurde die Art der Gattung Amazilia zugeordnet. Dieses Wort stammt aus einem Roman von Jean-François Marmontel, der in Les Incas, ou La destruction de l'empire du Pérou von einer Inkaheldin namens Amazili berichtet. Der Artname rutila (von lateinisch rutilus für „golden rötlich, goldbraun“) bezieht sich auf die Gefiederfarbe. Die Namen der Unterarten sind von der Schnabelfarbe (corallirostris von lat. corallinus für „korallenrot“ und rostrum für „Schnabel“) und vom Gesamteindruck (diluta für „blass, hell, verdünnt“) abgeleitet. Der Name graysoni ist Oberst Andrew Jackson Grayson (1819–1869) gewidmet, der das Typusexemplar in Mazatlán gesammelt hatte.